# Ospedale di Pammatone
Das Krankenhaus von Pammatone im Stadtteil Portoria war fast fünf Jahrhunderte lang, vom 15. bis zum frühen 20. Jahrhundert, das wichtigste Krankenhaus Genuas. Es spielte eine grundlegende Rolle im Bereich der städtischen Gesundheitsversorgung.

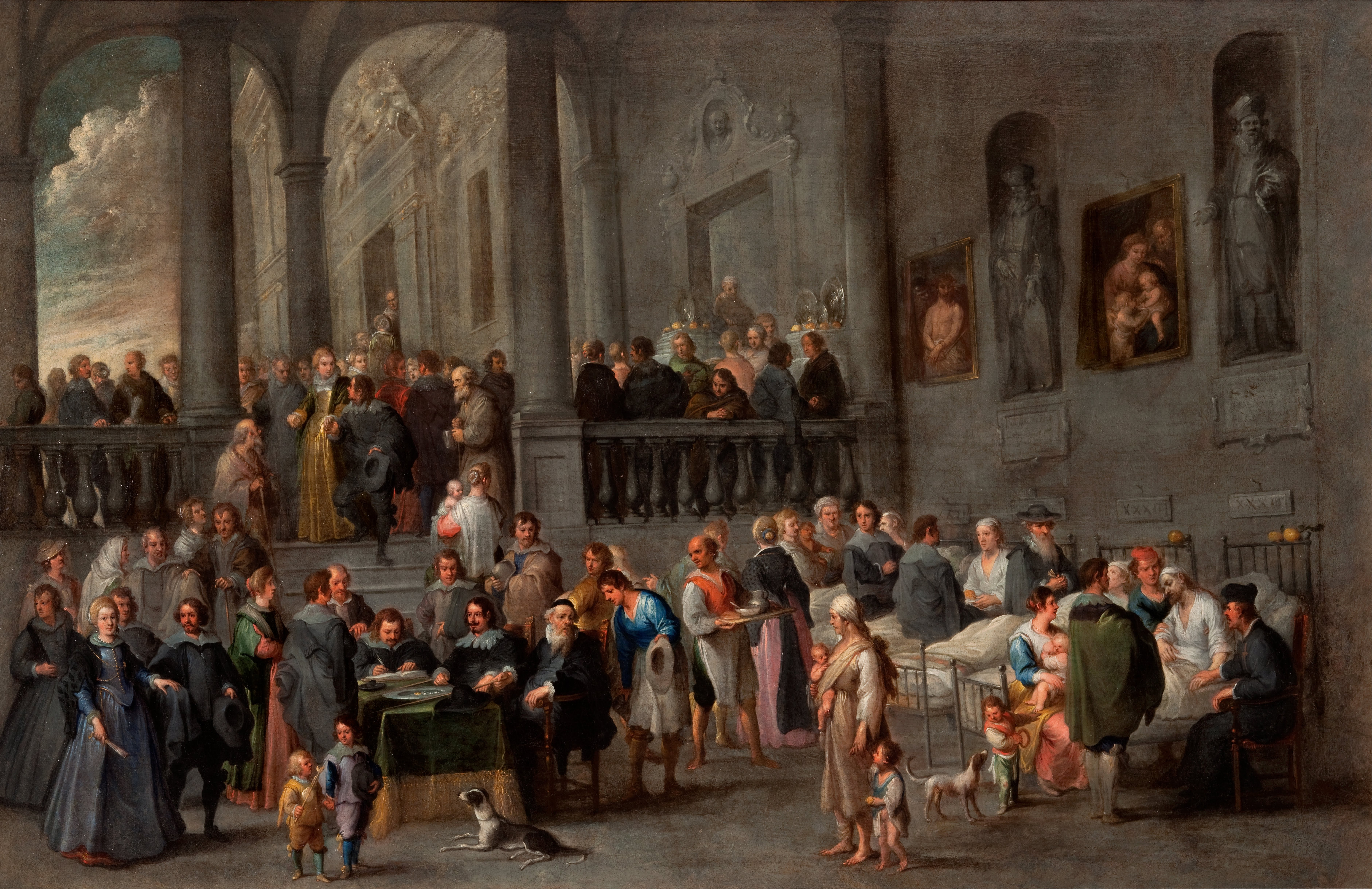
Gemälde des flämischen Malers Cornelis de Wael aus dem siebzehnten Jahrhundert, welches das „Fest der Vergebung“ in den Räumen des Hospitals von Pammatone darstellt. Genua, Strada Nuova Museen – Palazzo Bianco

## Geschichte

### Etymologie des Namens
Der Name „Pammatone“ hat einen ungewissen Ursprung; einige führen ihn auf den griechischen Begriff „pamathlon“ zurück, der eine Turnhalle bezeichnete. Auf dem Gelände, auf dem das Krankenhaus errichtet wurde, das auch als „dell'Olivella“ bekannt ist, wurden nämlich Übungen der genuesischen Armbrustschützen abgehalten, einem ausgewählten Truppenteil der Armee der Republik.

### Entstehungsgeschichte
Die Ursprünge des Krankenhauses gehen auf das Jahr 1422 zurück, als der genuesische Notar Bartolomeo Bosco drei alte Häuser in Vico Pammatone kaufte, um auf eigene Kosten ein Frauenkrankenhaus zu errichten, das den Schwestern der Muttergottes von der Barmherzigkeit anvertraut werden sollte und daher den Namen „Ospedale della Beata Vergine della Misericordia“ erhielt. Im folgenden Jahr wurde ein weiteres Gebäude erworben und die Einrichtung auch für Männer geöffnet.
Bosco war einer der vielen wohlhabenden Menschen, die zwischen dem Mittelalter und der Renaissance aus religiöser Überzeugung oder einfach aus dem Wunsch heraus, einen Beitrag zum Wohl der Stadt zu leisten, einen Teil ihres Vermögens für die Bedürftigsten spendeten. Andere berühmte Persönlichkeiten schlossen sich der karitativen Arbeit Boscos an und trugen zur Verbesserung und zum Ausbau des Gebäudes bei, das 1471 auf Veranlassung des Senats der Republik und mit Unterstützung von Papst Sixtus IV. die vielen kleinen, über die Stadt verstreuten Spitäler mit einem für die damalige Zeit innovativen Konzept ersetzen sollte.
Mit dem Beitrag zahlreicher Wohltäter wurde ein großes zweistöckiges Gebäude mit Kreuzgrundriss errichtet, das später um ein Stockwerk aufgestockt wurde; 1542 und 1627 wurden Änderungen am Bauwerk vorgenommen.
Zur gleichen Zeit wurde neben dem eigentlichen Krankenhaus, in dem akute und verletzte Patienten behandelt wurden, und neben der alten Kirche San Colombano der so genannte „Ridotto dei poveri infermi di Santa Maria“ eingerichtet, in dem chronisch Kranke untergebracht wurden, ein Vorläufer dessen, was später dank der Arbeit von Ettore Vernazza zum Ospedale der Incurabili werden sollte.
Neben dem Krankenhaus wurde die Kirche Santissima Annunziata errichtet, die zunächst von den Franziskanern geleitet wurde, denen ab 1538 die Kapuziner folgten, die auch heute noch in der Kirche präsent sind und die, abgesehen von zwei kurzen Unterbrechungen im 16. und 18. Jahrhundert, fast ununterbrochen die Kranken versorgten und ihre Arbeit im Ospedale San Martino bis heute fortsetzen. Von den Frauenkongregationen wurde das Krankenhaus seit 1645 von den Suore di Nostra Signora del Rifugio in Monte Calvario betreut, mit einer Unterbrechung in der ersten Hälfte des 19. Jahrhunderts, als die Töchter der Nächstenliebe des heiligen Vinzenz von Paul diese Aufgabe übernahmen.
Die Kirche, die heute auch als „Kirche der Heiligen Katharina“ bekannt ist, weil dort die sterblichen Überreste der Heiligen Katharina Fieschi Adorno aufbewahrt werden, war mit dem Krankenhaus verbunden, dem sie als Kapelle diente. Die genuesische Adelige hatte sich 1478 in einem Zimmer des Hospitals niedergelassen und widmete sich der Pflege der Kranken und der Verwaltung der Einrichtung. Im Jahr 1489 wurde sie Rektorin des Hospitals. Um sie herum bildete sich eine Gruppe von Schülern und Mitarbeitern, darunter ihr Ehemann Giuliano Adorno, der sich von einem ausschweifenden Leben bekehrt hatte. Das Engagement der künftigen Heiligen für die Krankenpflege dauerte bis zu ihrem Tod am 15. September 1510.
Am 5. Dezember 1746 ereignete sich in der Nähe des Krankenhauses die berühmte Balilla-Episode, die den Aufstand der Genueser gegen die österreichischen Besatzer auslöste.

### Das Gebäude aus dem 18. Jahrhundert
In der Mitte des 18. Jahrhunderts wurde dank eines Vermächtnisses der Adeligen Anna Maria Pallavicini in Höhe von 125.000 Genueser Lire ein imposantes neues Gebäude errichtet. Die Arbeiten an dem neuen Gebäude begannen im Jahr 1758 und wurden 1766 abgeschlossen. Das Projekt wurde dem Architekten Andrea Orsolino anvertraut, der für diese Leistung wohl am bekanntesten ist.  Er war für die Gestaltung des Säulengangs verantwortlich, der den großen Innenhof umgibt, der heute als Teil des modernen Gerichtsgebäudes alles ist, was von dem großen Gebäude übrig geblieben ist.
Die Kosten für den Bau beliefen sich auf 600.000 Genueser Lire, die vollständig von Wohltätern getragen wurden. Für den Bau des neuen Gebäudes wurden einige alte Häuser abgerissen, darunter eines, das Domenico Colombo, dem Vater von Christoph, gehört hatte und in dem der berühmte Seefahrer geboren worden sein soll.
Im Laufe der Zeit beherbergte das Krankenhaus auch ein umfangreiches künstlerisches Vermögen, zu dem neben Kunstwerken der berühmtesten genuesischen Künstler auch wertvolle Einrichtungsgegenstände gehörten, insbesondere die Sammlung von Keramikvasen aus der „Spezieria“, aus dem 15. bis 18. Jahrhundert. Nach der Schließung des Krankenhauses wurde diese Sammlung zunächst in das Krankenhaus von San Martino und dann in die städtischen Museen von Genua überführt.

### Schließung und Abriss

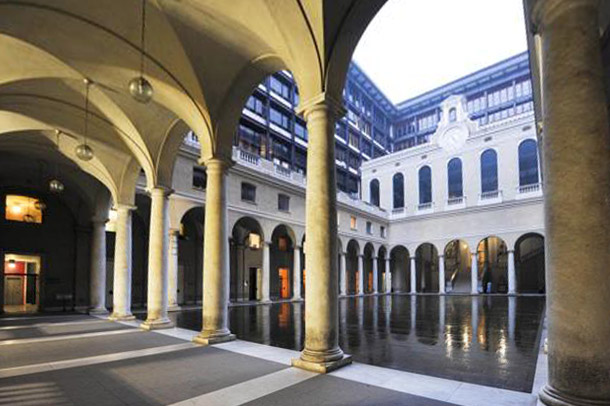
Justizpalast mit der Rekonstruktion des historischen Innenhofs von Pammatone

Die jahrhundertealte Geschichte von Pammatone endete zu Beginn des 20. Jahrhunderts, als das städtische Krankenhaus an seinen neuen Standort in San Martino verlegt wurde.
Einige Jahre lang beherbergte das Gebäude die Fakultät für Wirtschaft und Handel der Universität Genua. Während des Zweiten Weltkriegs durch Bombenangriffe fast vollständig zerstört, wurde der Rest des Komplexes in den 1960er Jahren zusammen mit den meisten Häusern des alten Dorfes Piccapietra abgerissen.
Zwischen 1966 und 1974 wurde an der Stelle des Gebäudes aus dem 18. Jahrhundert das neue Gerichtsgebäude errichtet. Vom alten Krankenhaus sind der Innenhof mit seinem Säulengang, die monumentale Treppe und einige der zahlreichen Statuen von Gönnern (von denen die meisten in den Alleen des Krankenhauses San Martino zu finden sind) erhalten.